# Navždy spolu
Navždy spolu je filmové romantické drama z roku 2012 v režii Michaela Sucsy. Ve filmu hrají: Rachel McAdamsová, Channing Tatum, Sam Neill, Scott Speedman a Jessica Lange. Film je založen na pravdivém příběhu o Kim a Krickitt Carpenterových.

## Stručný obsah
Strašná nehoda dostane Paige Collinsovou do kóma, a tak utrpí těžkou ztrátu paměti. Její manžel Leo se pokusí získat znovu její srdce. Po několika romantických schůzkách začínají svůj vztah znovu.

## Hrají
- Channing Tatum jako Leo Collins
- Rachel McAdamsová jako Paige Collins
- Scott Speedman jako Jeremy
- Tatiana Mjakolany jako Lily
- Sam Neill jako Bill Thornton
- Jessica Lange jako Rita Thornton
- Wendy Crewson jako Dr. Fishman
- Lucjako Bryant jako Kyle
- Dillon Cjakoey jako Ryan
- Rachel Skarsten jako Rose
- Kristina Pesic jako Lizbet
- Brittney Irvin jako Lena

## Recenze
- Karolína Černá , Film CZ, 14. březen 2012  Dostupné online.[nedostupný zdroj]
- Vratislav Šálek , filmserver.cz, 21. březen 2012  Recenze Navždy spolu